# 玉子烧
玉子烧，是一种以鸡蛋为原料煎制而成的日本料理，是便当中常见的配菜。

## 概要
玉子烧一般使用江户时代中期出现的四角形的玉子燒鍋。有轻微的咸味，但东京周围的玉子烧多用糖以产生甜味。

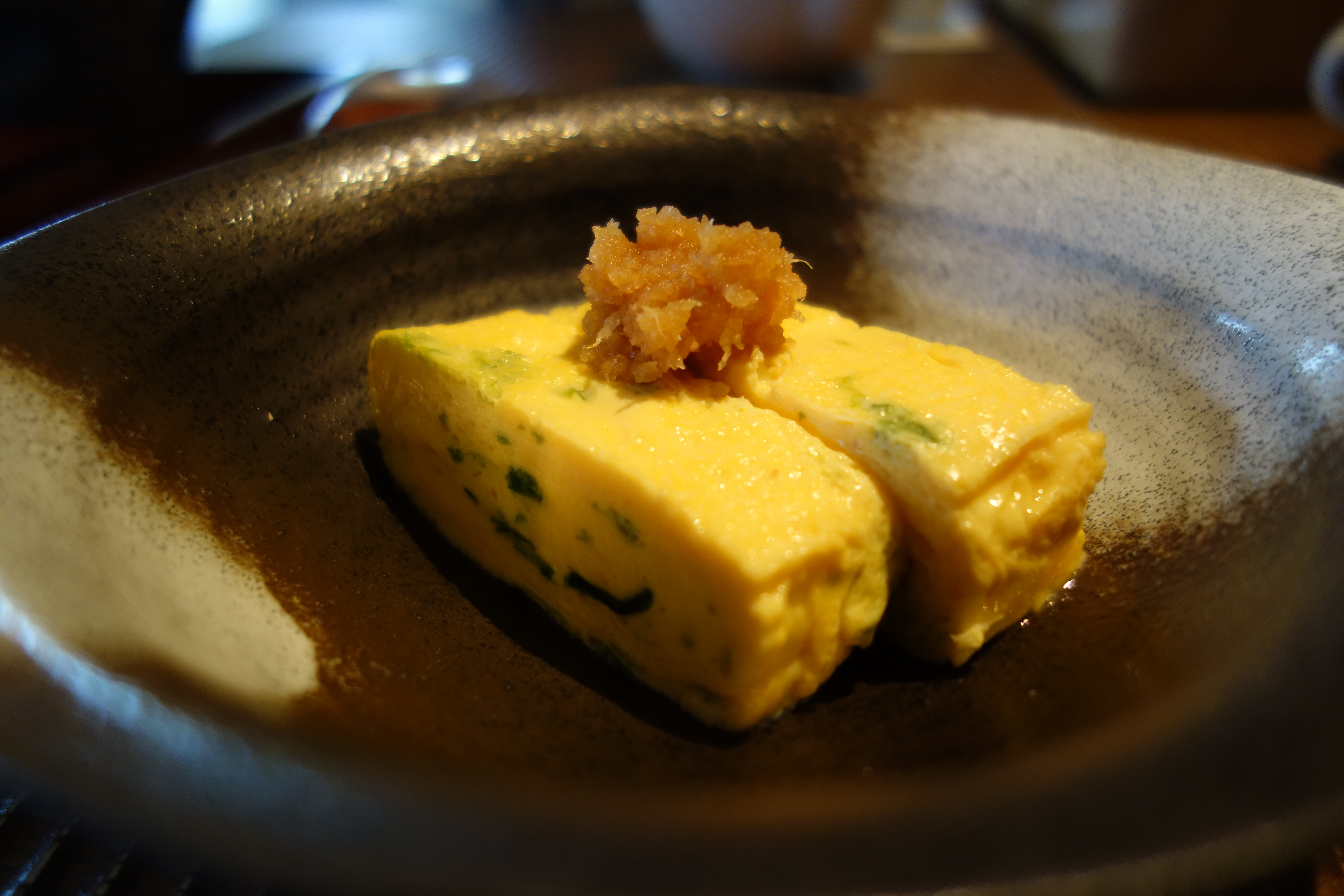
添加菠菜煎制的玉子烧，配萝卜泥食用

玉子烧常使用盐、酱油、出汁、糖、味醂、日本清酒调味，家庭制作时常使用麵汁代替。餐厅中常添加菠菜、胡萝卜、明太子、樱花虾、縮緬雑魚、石莼等增加风味，也有添加蒲烧鳗鱼的鳗鱼玉子烧（日语：う巻き）。

## 制作

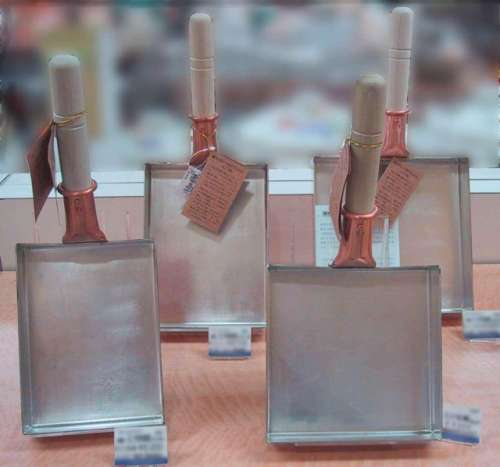
玉子燒鍋

将鸡蛋液搅匀，加入上述的调味料，在热的四角形的玉子烧锅（一般家庭制作时可用平底锅代替，但难以控制形状）中，加入食用油，注入鸡蛋液的一部分，用筷子戳破较大的气泡，小火煎熟，卷到锅的一边；然后在锅空的地方再次注入鸡蛋液，煎到固态后如刚才一样卷到锅边；如此进行数次，直到玉子烧形成有一定厚度、且平整的形状，最后用卷帘定形。

## 壽司店玉子烧
从江户时代以来，江戶前玉子烧就是江户前寿司的配料之一，当时的做法是将白身鱼和周氏新对虾等擂身，加入日本薯蓣的山藥泥，用糖调味，小火煎制成海绵状的食物。而现代主流的做法是用糖和出汁调味，做成甜味的出汁卷卵。通常玉子燒會作為一人份菜單的結尾之作。

## 类似食物
- 西式蛋饼
- 明石燒
- 江戶前玉子燒